# オーブダ大学
オーブダ大学（オーブダだいがく、ハンガリー語: Óbudai Egyetem、ラテン語: Universitas Budensis、略称OE）とは、ハンガリーブダペストにある工科大学である。

## 概要
大学名はブダペスト内にある地区である、オーブダから取られている。
ブダペスト技術大学（ハンガリー語: Budapesti Műszaki Főiskola）として2000年に創立され、この時、三校の工科大学を編入している（バーンキ・ドナート工科大学、カンドー・カールマーン工科大学、軽工業工科大学（Könnyűipari Műszaki Főiskola））。1万2000人を超える生徒が在籍しており、工科大学では国内有数の規模を誇っている。2010年1月1日には総合大学の必要条件を満たした為に、現在のオーブダ大学と言う名称になった。

## 学部
かつての工科大学を編入したこの大学には以下の学部が存在している。
- バーンキ・ドナート（ハンガリー語版）機械工学・防犯技術学部（Bánki Donát Gépész és Biztonságtechnikai Mérnöki Kar）
- カンドー・カールマーン電子工学部（Kandó Kálmán Villamosmérnöki Kar）
- ケレチ・カーロイ（ハンガリー語版）経営学部
- ノイマン・ヤーノシュ情報学部（Neumann János Informatikai Kar）
- レイテ・シャーンドル（ハンガリー語版）軽工業環境工学部（Rejtő Sándor Könnyűipari és Környezetmérnöki Kar）
- 交通情報テレマティクス研究センター（Alba Regia Egyetemi Központ）